# Ümit Davala
Ümit Davala, född 30 juli 1973 i Mannheim, är en turkisk före detta professionell fotbollsspelare som spelade högerback och mittfältare som numera är verksam som tränare. 
Davala är född och uppvuxen i Tyskland och spelade i VfR Mannheim och ASV Feudenheim. 1992 spelade han i 1.FC Türkspor Mannheim innan han valde att flytta till Turkiet för spel i den turkiska andraligan med Afyonspor. 1996 hade han via spel i Istanbulspor och Diyarbakirspor avancerat till Galatasaray.
Han var med och vann UEFA-cupen med Galatasaray år 2000. Efter cupvinsten spelade han två säsonger i Italien, först i AC Milan och sedan i Inter. Han spelade sedan i Werder Bremen fram till 2006 men tvingades lägga av på grund av skada. Han deltog i EM 2000 och VM 2002. I VM 2002 gjorde Davala två mål, det andra avgjorde åttondelsfinalen mot värdnationen Japan.
Han inledde sin tränarkarriär 2007 med att träna det turkiska U21-landslaget innan han 2008 blev hjälptränare till Michael Skibbe i Galatasaray. Han har också givit ut ett rap-album.